# 江西通志稿
《江西通志稿》 是贛省（江西省）學者吳宗慈和辛際周、周性初等在民國三十年（1941年）編輯的。由於當時正值對日抗戰時期，所以這套圖書沒有正式出版。 目前，《江西通志稿》有部份藏在南昌市的江西省圖書館。

## 延伸閱讀
- 维基共享资源上的相關多媒體資源：江西通志稿
- Google圖書

## 相關
- 《江西通志體例述旨》（相同作者群）